# Eva Hampel
Eva Hampel (* 5. Dezember 1992) ist eine deutsche Florettfechterin und fünffache deutsche Meisterin.

## Leben
Nach dem Beginn ihrer Fechtkarriere beim TV Jahn Kempten wechselte Hampel im Jahre 2011 zum Fecht-Club Tauberbischofsheim.

## Karriere
In den Jahren 2013 und 2015 bis 2018 konnte Hampel mit der Florett-Mannschaft Deutsche Meisterin werden. 2015 und 2017 erreichte sie zweimal den dritten Platz im Florett-Einzel bei Deutschen Meisterschaften.
Am 19. Juli 2020 verkündete sie via Instagram nach 20 Jahren ihren Rückzug aus dem Fechtsport und beendete ihre Karriere. Aktuell plant sie in Buenos Aires zu leben.

## Sportliche Erfolge

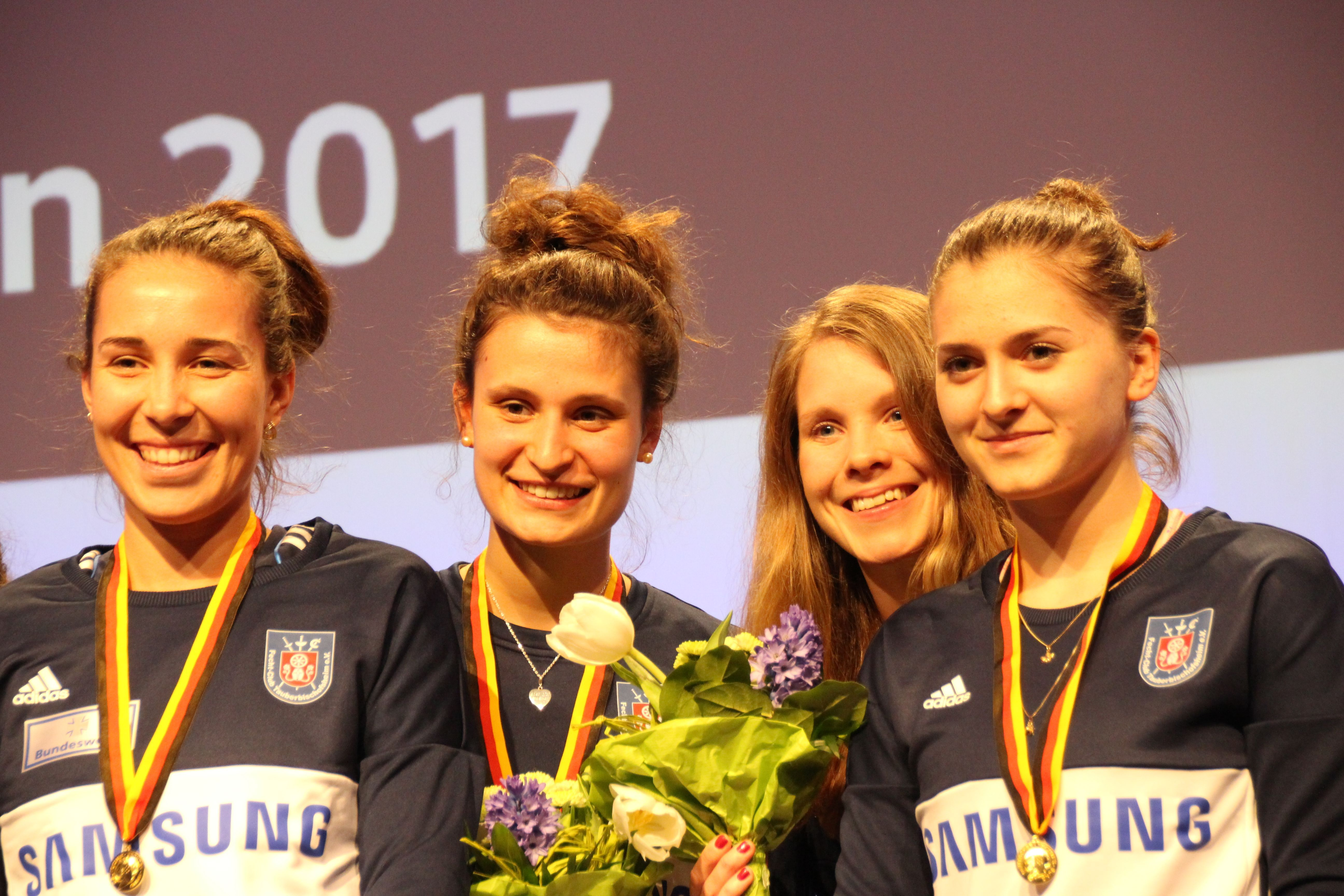
Eva Hampel (zweite von rechts) beim Gewinn der Deutschen Fechtmeisterschaften 2017 im Damenflorett (Mannschaft) mit ihren Teamkameradinnen vom Fecht-Club Tauberbischofsheim

### Deutsche Meisterschaften
- Deutsche Meisterin mit der Florett-Mannschaft: 2013, 2015, 2016, 2017, 2018
- Dritter Platz im Florett-Einzel: 2015, 2017, 2019
- Dritter Platz mit der Florett-Mannschaft: 2019

### Europameisterschaften
- U23-Europameisterschaften 2012 in Bratislava (SVK), Damenflorett Mannschaft: 2. Platz

### Weltmeisterschaften
- Kadetten-WM 2016 in Rio de Janeiro (BRA), Damenflorett Mannschaft: 8. Platz

### Sonstige Erfolge
- European Games 2015 in Baku (AZE), Aktive Damenflorett: 5. Platz
- U23 European Circuit 2016 in Goeppingen (GER), Aktive Damenflorett: 1. Platz[2]